# 70º anniversario della Repubblica Popolare Cinese

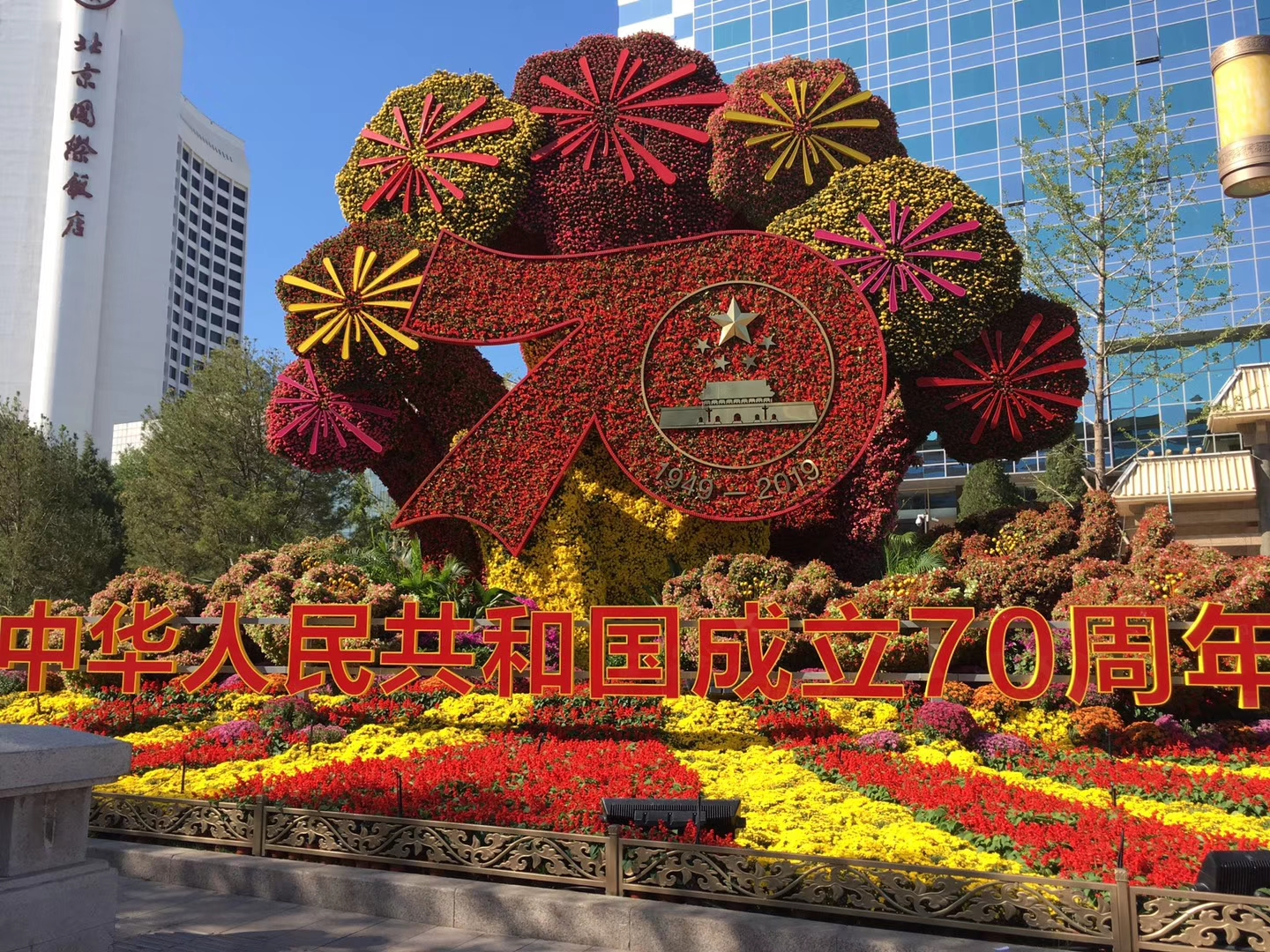
Un'aiuola allestita in occasione dei festeggiamenti sulla via Jianguomen a Pechino

Il 70º anniversario della fondazione della Repubblica Popolare Cinese (in cinese: 庆祝中华人民共和国成立70周年大会S, qìngzhù zhōnghuá rénmín gònghéguó chénglì 70 zhōunián dàhuìP) venne celebrato in una serie di eventi culminanti in un'importante parata militare che ebbe luogo il 1º ottobre 2019 a Pechino. Tra tutte le sfilate militari della storia della Repubblica Popolare Cinese fino al 2019, quella del 70º anniversario fu di gran lunga la più grande e imponente.
Xi Jinping – segretario generale del partito comunista cinese, presidente della repubblica e della commissione militare centrale – prima di ispezionare le truppe dell'Esercito popolare di liberazione, si rivolse alla nazione intera e ai cinesi d'oltremare in un solenne discorso. Il primo ministro Li Keqiang ricevette l'incarico di sovrintendere ai preparativi dell'evento come maestro di cerimonie; il generale Yi Xiaoguang, invece, venne preposto alla direzione della parata militare.

## Contesto storico
Sin dalla fondazione della repubblica, vi furono celebrazioni di vario calibro che ebbero luogo ogni anno in occasione della giornata nazionale. Le parate militari, presiedute dal presidente Mao, caratterizzarono tali festeggiamenti ogni anno, dal 1949 al 1959, quando ebbe luogo l'imponente evento commemorativo del 10º anniversario della repubblica. Nel 1960, in un tentativo di gestire in maniera più efficiente i fondi della nazione, il governo decise di rendere decennali gli eventi di larga scala, intervallandoli con celebrazioni più ridimensionate a cadenza quinquennale. In seguito alla liberalizzazione economica cinese, gli eventi più importanti furono quelli del 35º anniversario (1984), del 50º anniversario (1999) e del 60º anniversario (2009).
La parata militare organizzata in occasione del 70º anniversario fu la quinta ad essere ispezionata da Xi Jinping il quale, dal 2012, rivestiva i ruoli di segretario generale del partito comunista e di presidente della commissione militare centrale. L'evento ebbe luogo durante le proteste a Hong Kong, iniziate il 9 giugno dello stesso anno.

## Preparativi

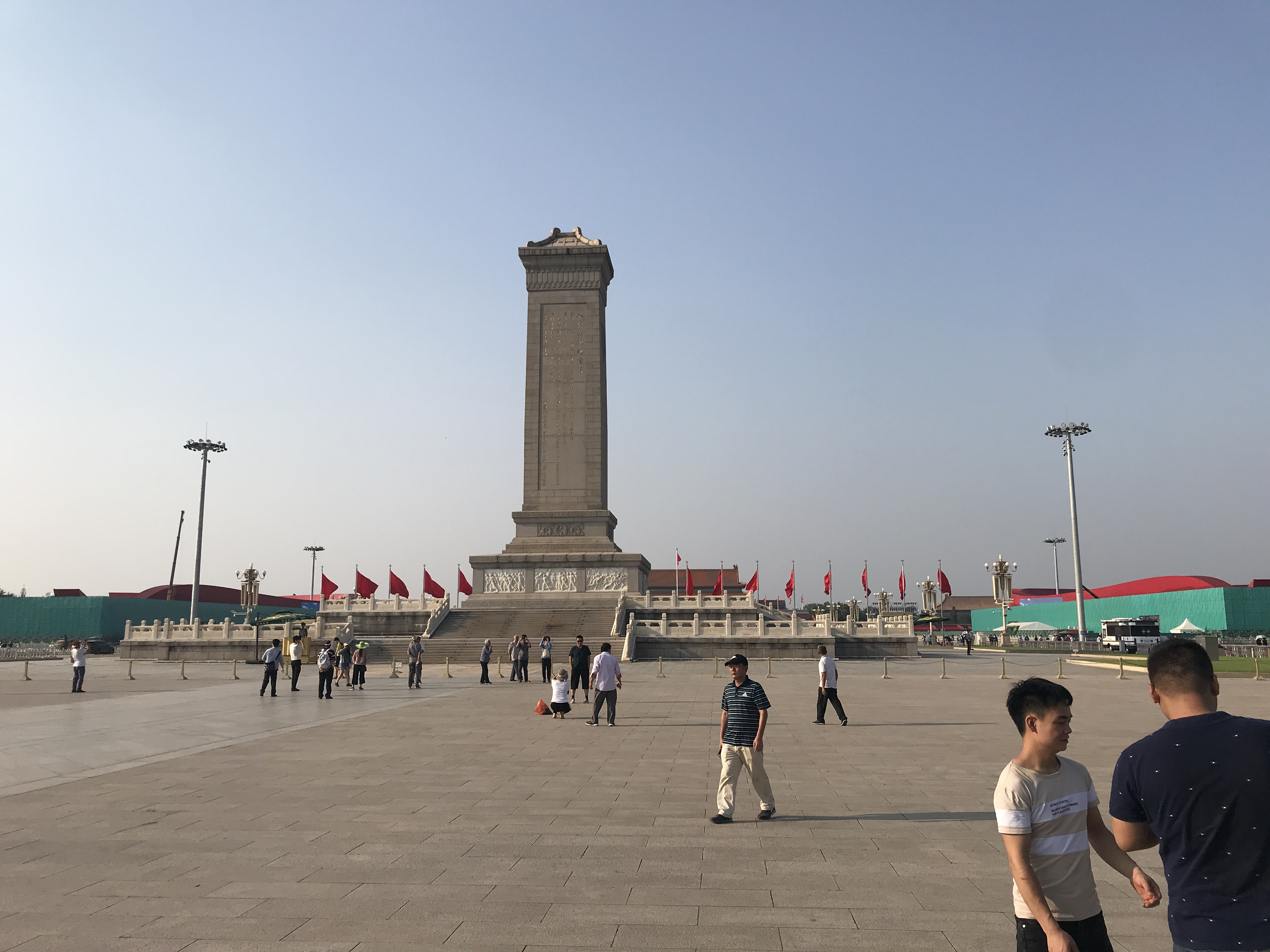
Preparativi in corso in piazza Tienamen per la parata della giornata nazionale

Il logo ufficiale del 70º anniversario della fondazione della Repubblica Popolare Cinese venne reso pubblico dall'ufficio statale centrale per l'informazione il 3 giugno 2019. Oltre alle celebrazioni che avrebbero avuto luogo a Pechino, vennero organizzati anche altri eventi commemorativi sia in altre città della Cina continentale che nelle comunità cinesi d'oltremare. Agli inizi di settembre le prove vennero finalmente spostate nella zona centrale di Pechino. In un'intervista il generale Cai Zhijun affermò che l'imminente parata non rappresentasse alcun tipo di minaccia o di intimidazione diretta a un territorio o una nazione specifica, bensì un messaggio dedicato alla pace nel mondo e a situazioni sociali e politiche regionali più stabili. Si prospettava un evento senza precedenti, che avrebbe superato in calibro e portata sia le celebrazioni del 60º che quelle del 50º anniversario.
Pechino venne decorata con onnipresenti bandiere rosse, che potevano essere individuate anche sulle pareti di numerosi edifici condominiali; cartelloni e striscioni recitanti messaggi come, ad esempio, "La Cina di oggi è il risultato delle fatiche del popolo cinese", vennero appesi sui cavalcavia; vennero, inoltre, realizzate diverse topiarie lungo le strade di Pechino. Il governo distribuì 620.000 televisori alle famiglie più povere, per far sì che anch'esse potessero seguire le celebrazioni.
I piani iniziali prevedevano uno spettacolo pirotecnico lungo l'intero perimetro del porto di Hong Kong, una consuetudine che aveva accompagnato la giornata nazionale sin dalla cessione del territorio alla Cina nel 1997. Tuttavia, il governo decise di cancellare l'evento a causa delle proteste che avevano caratterizzato l'atmosfera generale della città già a partire da marzo. Vennero programmati comunque dei festeggiamenti, più contenuti e più di basso profilo.

### Sicurezza
La zona in cui avrebbe avuto luogo la parata militare si trovò sotto un costante monitoraggio da parte delle autorità: oggetti in grado di fornire una panoramica a volo d'uccello della capitale – come, per esempio, palloncini, aquiloni, droni e, persino, piccioni da corsa – vennero messi al bando. Oltre ad essi, vennero temporaneamente vietati anche i walkie-talkie (e altri apparecchi che fanno uso di onde radio) e le bevande alcoliche.

## Media

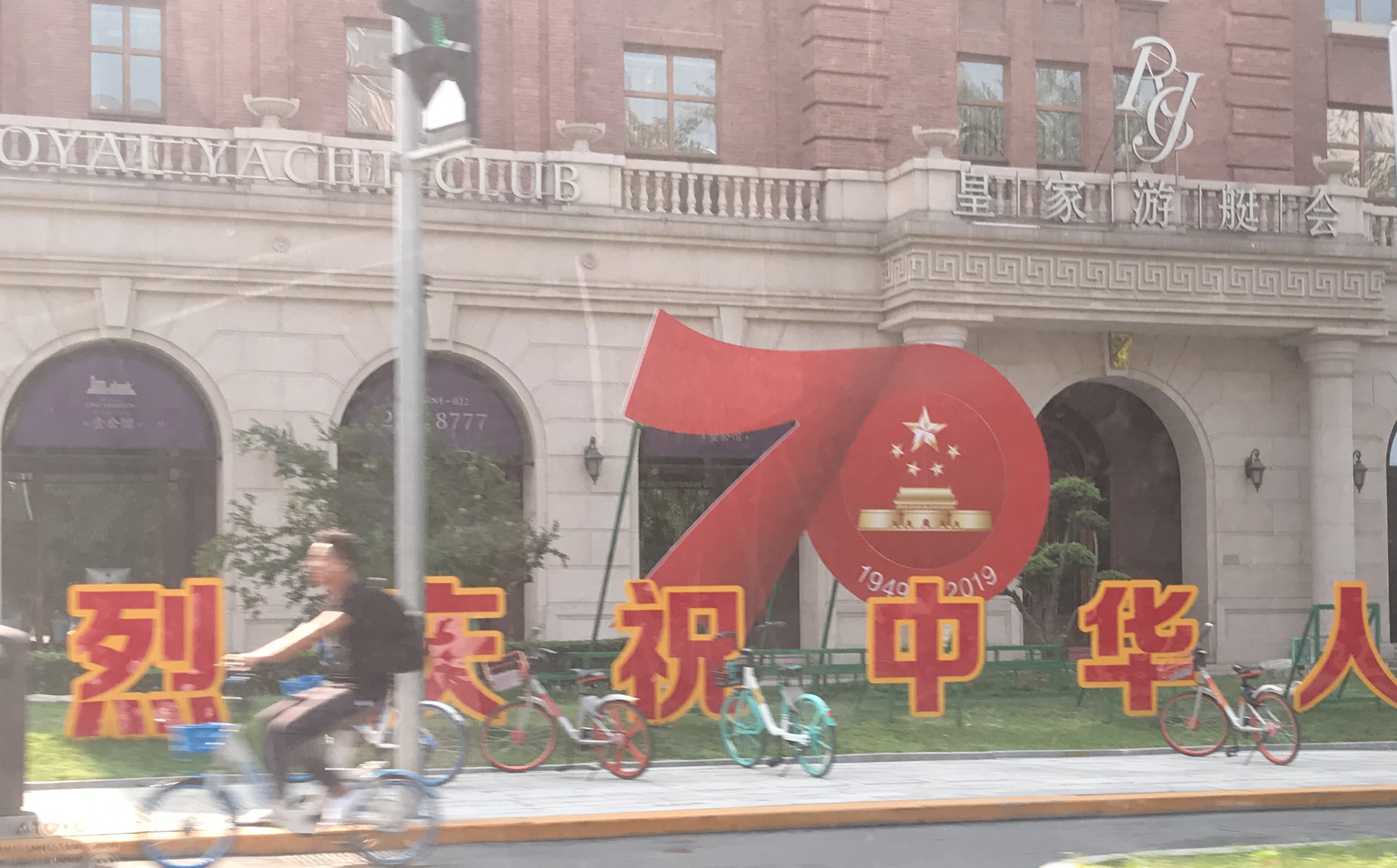
Un cartellone eretto a Tianjin che celebra il 70º anniversario della Repubblica Popolare Cinese

L'evento venne trasmesso in diretta dalla China Central Television sia al pubblico nazionale che a quello straniero. Il canale principale dal quale poter seguire l'evento era il CCTV-1; simultaneamente agli eventi mandati in onda da questo canale, era anche possibile seguire trasmissioni locali e provinciali, insieme a dirette streaming su vari portali web. All'estero, la China Media Group, l'azienda a capo dei canali della China Central Television e della China Global Television Network, rese possibile la partecipazione virtuale alle celebrazioni tramite piattaforme quali YouTube, localizzando l'evento in diverse lingue per poter raggiungere il maggior numero di spettatori possibile. Le stazioni radio ufficiali dell'evento furono la China National Radio e la China Radio International. Il 4 settembre 2019, in preparazione all'evento, la China Media Group organizzò una riunione generale a cui parteciparono più di 260 rappresentanti delle diverse compagnie costituenti, alle quali venne indicato di documentare le celebrazioni dell'anniversario in maniera seria e professionale. Il 26 settembre, la China TV News pubblicò i piani di trasmissione organizzati dalla China Media Group in merito all'imminente anniversario.
Anche i media stranieri, qualora si conformassero alle condizioni stabilite dalla Cina, avevano la possibilità di documentare i festeggiamenti sul posto e di trasmetterle a un pubblico internazionale. L'ufficio stampa dedicato alle celebrazioni del 70º anniversario della Repubblica Popolare Cinese, ubicato nel centro multimediale di Pechino, venne ufficialmente inaugurato il 23 settembre.

## Celebrazioni

### Concerto musicale
Per commemorare l'anniversario della repubblica, il 29 settembre 2019 ebbe luogo un concerto organizzato dalla CCTV e trasmesso sul canale CCTV-1, intitolato La nazione progredisce. I musicisti suonarono dall'auditorium centrale della Grande sala del popolo; al concerto partecipò anche il presidente della repubblica e della commissione militare centrale Xi Jinping, insieme ad altri membri del partito comunista, leader nazionali, veterani dell'Esercito popolare di liberazione e ad altri invitati di alto rango.

### Cerimonia di commemorazione dei caduti
Il 30 settembre, il giorno di commemorazione dei caduti, ebbe luogo la deposizione ai piedi del Monumento agli eroi del popolo di fiori e ghirlande in onore dei martiri e degli eroi che contribuirono alla creazione della nazione cinese. A questa cerimonia partecipò il segretario generale del partito comunista cinese e presidente della commissione militare centrale Xi Jinping, insieme ad altri membri del partito comunista, diversi leader di altre nazioni, veterani dell'Esercito popolare di liberazione, cittadini onorari, giovani pionieri e rappresentanti del servizio civile e del settore privato. L'evento venne ideato dal primo ministro Hu Jintao nel 2004 per onorare la memoria di milioni di cinesi che perirono durante il XIX e il XX secolo, durante i decenni della cosiddetta lotta nazionale.
Poco prima della cerimonia di inaugurazione, a 42 individui, inclusi 6 stranieri, vennero consegnati diversi premi e riconoscimenti dal leader Xi Jinping. Tali figure, tra cui molte già decedute, furono incluse nella lista d'onore della giornata in memoria dei caduti; i loro contributi e i servizi che hanno prestato alla repubblica e al popolo cinese vennero riconosciuti in maniera ufficiale dal governo; allo stesso tempo, vi fu un tentativo di rafforzare i legami diplomatici con le altre nazioni tramite la premiazione e il riconoscimento dei cittadini stranieri.

### Parata militare e corteo civile

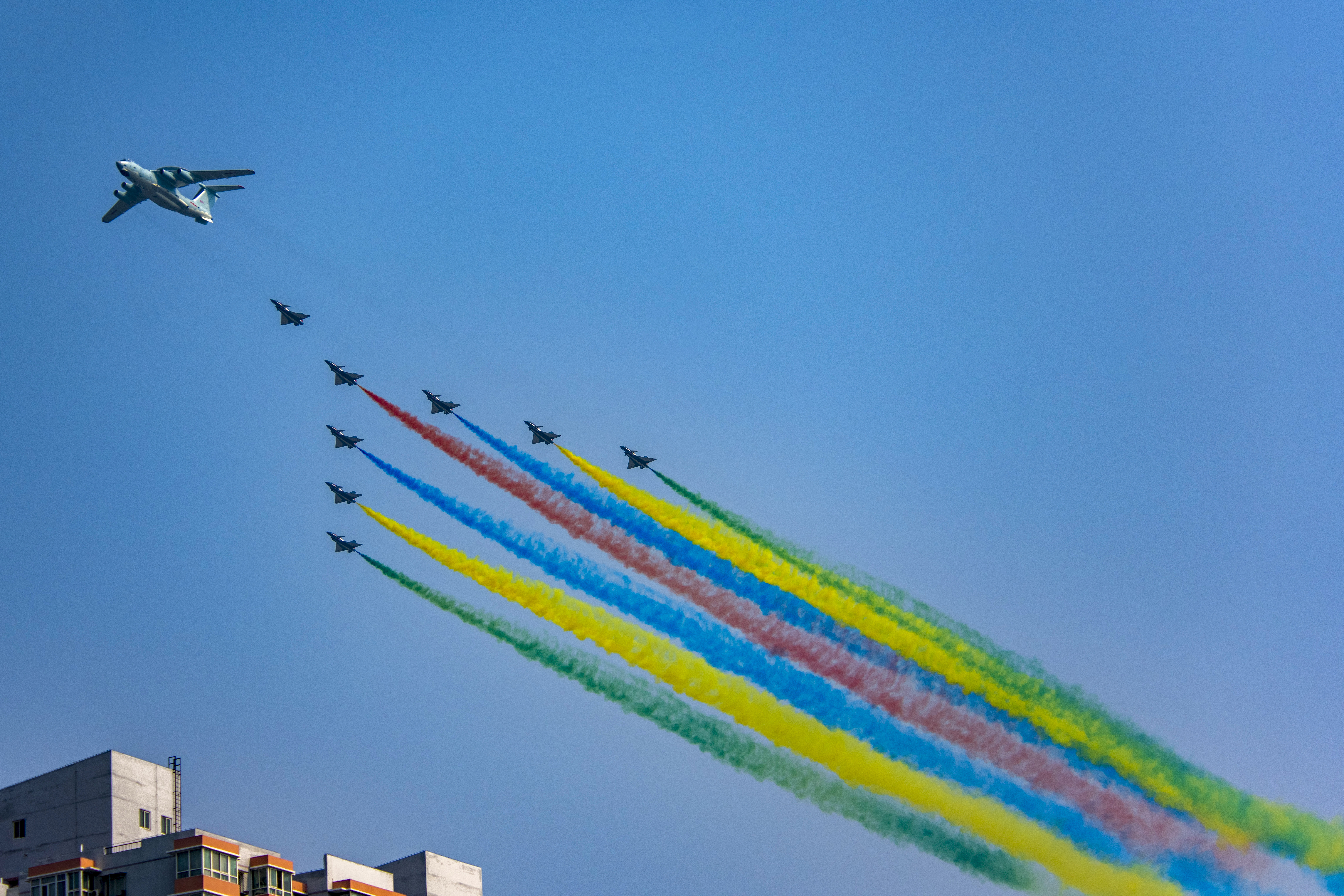
Il KJ-2000 e diversi J-10 in testa alla formazione aerea

Il fulcro delle celebrazioni dell'anniversario consisteva nell'imponente parata militare del 1º ottobre, seguita da un importante corteo civile; entrambi gli eventi interessarono la piazza Tienamen e l'area circostante (cfr. il viale Chang'an). 15.000 soldati passarono di fronte alla porta di Tienanmen, accompagnati da 580 veicoli, approssimativamente 180 velivoli. Ad essi si susseguì poi il corteo civile, composto da circa 110.000 persone. Con questi numeri così importanti, la parata militare del 70º anniversario era di gran lunga la più grande e imponente che avesse mai avuto luogo nella storia della Repubblica Popolare Cinese.
Le parate militari degli anni precedenti erano sempre accompagnate da gigantografie formate da innumerevoli fogli di carta colorati sorretti da migliaia di partecipanti; tale spettacolo visivo occupava gran parte della piazza stessa. Durante le celebrazioni del 2019, però, non ci furono esibizioni del genere; le tribune degli spettatori vennero, pertanto, montate sulla piazza, riflettendo così la disposizione originale della prima parata militare 70 anni prima. L'evento segnò anche la prima comparsa delle tre nuove figure incorporate nella guardia d'onore: tali guardie erano state incaricate di reggere la bandiera del Partito comunista, quella della repubblica e quella dell'esercito. I loro ruoli erano già stati confermati da Xi Jinping prima del 70º anniversario.

#### Leader presenti
- Xi Jinping (Segretario generale del Partito Comunista Cinese, Presidente della Repubblica popolare cinese e della Commissione militare centrale)
- Jiang Zemin (ex Segretario generale del Partito Comunista Cinese, 1989–2002)
- Hu Jintao (ex Segretario generale del Partito Comunista Cinese, 2002–2012)
- Li Keqiang (Primo ministro del Consiglio di Stato)
- Li Zhanshu (Presidente del Comitato permanente del Congresso nazionale del popolo)
- Wang Yang (Presidente della Conferenza politica consultiva del popolo cinese)
- Wang Huning (Primo segretario della segreteria del Partito Comunista Cinese)
- Zhao Leji (Segretario della Commissione centrale per l'ispezione disciplinare)
- Han Zheng (Vicepremier del Consiglio di Stato)
- Wang Qishan (Vicepresidente della Repubblica)
- Li Ruihuan (ex Presidente della Conferenza politica consultiva del popolo cinese, 1993–2003)
- Wu Bangguo (ex Presidente del Comitato permanente del Congresso nazionale del popolo, 2003–2013)
- Wen Jiabao (ex Primo ministro del Consiglio di Stato, 2003–2013)
- Jia Qinglin (ex Presidente della Conferenza politica consultiva del popolo cinese, 2003–2013)
- Altri membri del Comitato permanente dell'ufficio politico del Partito Comunista Cinese

#### Parata militare

##### Formazione di fanteria
In ordine di apparizione:
- Guardie d'onore dell'Esercito popolare di liberazione (中国人民解放军仪仗大队S, zhōngguó rénmín jiěfàngjūn yízhàng dàduìP)
- Formazione dei leader e dei comandanti dell'Esercito popolare di liberazione (领导指挥方队S, lǐngdǎo zhǐhuī fāngduìP), un battaglione combinato di ufficiali della Commissione militare centrale e delle diverse armi dell'Esercito popolare di liberazione e della Polizia armata del popolo
- Formazione della forza di terra dell'Esercito popolare di liberazione (陆军方队S, lùjūn fāngduìP), rappresentata dall'82º gruppo d'armate
- Formazione della marina dell'Esercito popolare di liberazione (海军方队S, hǎijūn fāngduìP)
- Formazione della forza aerea cinese (空军方队S, kōngjūn fāngduìP), rappresentata dalla divisione aviotrasportata
- Formazione della forza missilistica dell'Esercito popolare di liberazione (火箭军方队S, huǒjiànjūn fāngduìP)
- Formazione della forza di supporto strategico dell'Esercito popolare di liberazione (战略支援部队方队S, hànlüè zhīyuán bùduì fāngduìP)
- Formazione del dipartimento di supporto logistico della Commissione militare centrale (联勤保障部队方队S, liánqín bǎozhàng bùduì fāngduìP)
- Formazione femminile (女兵方队S, nǚbīng fāngduìP), rappresentata dall'Università di medicina militare
- Formazione dei ricercatori d'istituto (院校科研方队S, yuànxiào kēyán fāngduìP), un battaglione combinato di cadetti delle istituzioni educative, di ricerca e di sviluppo dell'Esercito popolare di liberazione cinese rappresentato dagli allievi ufficiali dell'Accademia di scienze militari, l'Università nazionale di difesa nazionale e dell'Università nazionale di tecnologia di difesa
- Formazione del personale civile (文职人员方队S, xuéshù yánjiū tuánduìP), un battaglione combinato del personale civile dell'Esercito popolare di liberazione e della Commissione militare centrale
- Formazione della riserva militare dell'Esercito popolare di liberazione (预备役部队方队S, yùbèiyì bùduì fāngduìP)
- Formazione della milizia femminile (女民兵方队S, nǚmínbīng fāngduìP), dal distretto di Chaoyang, soprannominato "Rose di ferro"[27]
- Formazione della forza di mantenimento della pace (维和部队方队S, wéihé bùduì fāngduìP), rappresentata dall'81º gruppo d'armate

##### Convoglio militare
In ordine di apparizione:
- Formazione della bandiera di guerra (战旗方队S, zhànqí fāng duìP), rappresentata da fuoristrada CSK-181 verniciati con i colori da battaglia delle armi dell'Esercito popolare di liberazione
- Formazioni di battaglia terrestre (陆上作战模块S, lùshàng zuòzhàn mókuàiP)
  - Formazione di carri armati (坦克方队S, tǎnkè fāngduìP): Carro armato principale da combattimento Type 99A
  - Formazione di mezzi corazzati leggeri (轻型装甲方队S, qīngxíng zhuāngjiǎ fāngduìP): Carro armato leggero Type 15, mezzo da combattimento per la fanteria Type 04A
  - Formazione di veicoli d'assalto anfibio (两栖突击车方队S, liǎngqī tújíchē fāngduìP): Veicolo d'assalto anfibio Type 05A
  - Formazione di veicoli da combattimento aviotrasportati (空降兵战车方队S, kōngjiàng bīngzhànchē fāngduìP): Veicolo da combattimento della fanteria aviotrasportato Type 03
  - Formazione di semoventi di artiglieria (自行火炮方队S, zìxíng huǒpào fāngduìP): cannone/obice veicolare 155mm PCL-181, lanciarazzi multiplo di lunga gittata PHL-16
  - Formazione di missili anticarro (反坦克导弹方队S, fǎntǎnkè dǎodàn fāngduìP): veicoli per missili anticarro HJ-10
  - Formazione dell'equipaggio delle operazioni speciali (特战装备方队S, tèzhàn zhuāngbèi fāngduìP): all-terrain vehicle CS/VP4, giroplano d'assalto "Hunting Eagle"
  - Formazione d'assalto antiterroristica della Polizia armata del popolo (武警反恐突击方队S, wǔjǐng fǎnkǒng tújí fāng duìP): veicolo d'assalto antiterroristico "Warrior", mezzo corazzato antisommossa WJ-03B
- Formazioni di battaglia navale (海上作战模块S, hǎishàng zuòzhàn mókuàiP)
  - Formazione missilistica costa-nave (岸舰导弹方队S, ànjiàn dǎodàn fāngduìP): missile antinave YJ-12B
  - Formazione missilistica nave/sottomarino-nave (舰舰/潜舰导弹方队S, jiàn jiàn/qián jiàn dǎodàn fāng duìP): missile antinave YJ-18A, missile antinave sublanciato YJ-18B
  - Formazione di armi contraeree navali (舰载防空武器方队S, jiànzài fángkōngwǔqì fāngduìP): missile antiaereo a lungo raggio HHQ-9B, missile antiaereo a medio raggio HQ-16, missile antiaereo a corto raggio HQ-10, H/PJ-11 CWIS
- Formazioni di difesa aerea/antimissilistiche (防空反导模块S, fángkōng fǎndǎo mókuàiP)
  - Formazione di radar di allarme rapido per missili balistici (预警雷达方队S, yùjǐng léidá fāngduìP)
  - Prima formazione di missili terra-aria (地空导弹第一方队S, dìkōng dǎodàn dìyī fāngduìP): missile antiaereo a lungo raggio HQ-9B, missile antiaereo a lungo raggio HQ-22
  - Seconda formazione di missili terra-aria (地空导弹第二方队S, dìkōng dǎodàn dì'èr fāngduìP): missile antiaereo a medio raggio HQ-12A, missile antiaereo a corto raggio HQ-6
  - Formazione di missili difensivi campo-aria (野战防空导弹方队S, yězhàn fángkōng dǎodàn fāngduìP): missile antiaereo a corto raggio HQ-17, missile antiaereo a medio raggio HQ-16
- Formazioni di guerra di informazione (信息作战模块S, xìnxī zuòzhàn mókuàiP)
  - Prima formazione di information warfare (信息作战第一方队S, xìnxī zuòzhàn dìyī fāngduìP)
  - Seconda formazione di information warfare (信息作战第二方队S, xìnxī zuòzhàn dì'èr fāngduìP)
  - Terza formazione di information warfare (信息作战第三方队S, xìnxī zuòzhàn dìsān fāngduì''P)
  - Quarta formazione di information warfare (信息作战第四方队S, xìnxī zuòzhàn dìwǔ fāngduìP)
- Formazioni di guerra a pilotaggio remoto (无人作战模块S, wúrén zuòzhàn mókuàiP)
  - Prima formazione di guerra a pilotaggio remoto (无人作战第一方队S, wúrén zuòzhàn dìyī fāngduìP): aeromobile a pilotaggio remoto ipersonico stealth per operazioni ad elevate altitudini WZ-8
  - Seconda formazione di guerra a pilotaggio remoto (无人作战第二方队S, wúrén zuòzhàn dì'èr fāngduìP): aeromobile a pilotaggio remoto da combattimento HALE (High Altitude Long Endurance) "Wing Loong-2", aeromobile a pilotaggio remoto stealth "Sharp Sword"
  - Terza formazione di guerra a pilotaggio remoto (无人作战第三方队S, wúrén zuòzhàn dìsān fāngduìP): veicolo a pilotaggio remoto sottomarino HSU001
- Formazioni di logistica militare e di supporto del servizio di combattimento (后装保障模块S, hòuzhuāng bǎozhàng mókuàiP)
  - Formazione di approvvigionamento (补给供应方队S, bǔjǐ gōngyìng fāngduìP): veicoli militari per la potabilizzazione dell'acqua, la costruzione di banchine ferroviarie, il rifornimento di carburante e per la trasformazione agroalimentare
  - Formazione di riparazione e salvataggio (抢修抢救方队S, qiǎngxiū qiǎngjiù fāngduìP): veicoli militari per l'intervento chirurgico sul campo di battaglia, il recupero di veicoli, il disassemblaggio e la riparazione e per le operazioni di ricerca e soccorso
- Formazioni di attacco strategico (战略打击模块S, zhànlüè dǎjí mókuàiP)
  - Formazione per il missile convenzionale DF-17 (东风-17常规导弹方队S, dōngfēng-17 chángguī dǎodàn fāngduìP)
  - Formazione per il missile da crociera CJ-100 (长剑-100巡航导弹方队S, chángjiàn-100 xúnháng dǎodàn fāngduìP)
  - Formazione per il missile convenzionale/nucleare DF-26 (东风-26核常兼备导弹方队S, dōngfēng-26 hécháng jiānbèi dǎodàn fāngduìP)
  - Formazione per il missile JL-2 (巨浪-2导弹方队S, jùlàng-2 dǎodàn fāngduìP)
  - Formazione per il missile nucleare DF-31AG (东风-31甲改核导弹方队S, dōngfēng-31 jiǎgǎi hédǎodàn fāngduìP)
  - Formazione per il missile nucleare DF-5 (东风-5B核导弹方队S, dōngfēng-5B hédǎodàn fāngduìP)
  - Formazione per il missile nucleare DF-41 (东风-41核导弹方队S, dōngfēng-41 hédǎodàn fāngduìP)

##### Parata aerea
In ordine di apparizione:
- Squadriglia di comando (领队机梯队S, lǐngduìjī tīduìP)
  - Spettacolo di scie di fumo colorato con un velivolo di preallarme e di controllo KJ-2000 e otto caccia multiruolo J-10A dal gruppo di acrobazia aerea "1º agosto"
- Squadriglia per il preallarme e il controllo (预警指挥机梯队S, yùjǐngzhǐhuījī tīduìP) in tre formazioni:
  - Un velivolo di preallarme e di controllo KJ-500, quattro caccia da attacco J-16
  - Un velivolo di preallarme e di controllo KJ-200, quattro caccia da attacco J-16
  - Un velivolo di comando e di controllo Y-8, quattro caccia da attacco J-16
- Squadriglia per il pattugliamento marittimo (海上巡逻机梯队S, hǎishàngxúnluójī tīduìP) in due formazioni:
  - Un velivolo di preallarme e di controllo KJ-500H, due aerei da pattugliamento marittimo Y-8G per la lotta antisommergibile
  - Un velivolo di preallarme e di controllo KJ-500H AEWC, due aerei da ricognizione Y-8G
- Squadriglia per il trasporto militare (运输机梯队S, yùnshūjī tīduìP) in due formazioni:
  - Tre velivoli da trasporto strategici Y-20
  - Tre velivoli da trasporto tattici Y-9
- Squadriglia per il supporto e la sicurezza (支援保障机梯队S, zhīyuánbǎozhàngjī tīduìP) in due formazioni:
  - Un velivolo Y-9 per la guerra elettronica, un velivolo Y-9 per la guerra psicologica Y-9, un velivolo Y-9 per l'evacuazione aeromedica
  - Un velivolo Y-8 per il radar jamming a lungo raggio, un velivolo Y-8 per la guerra elettronica, un velivolo Y-8 per lo spionaggio di segnali elettromagnetici
- Squadriglia di bombardieri (轰炸机梯队S, hōngzhàjī tīduìP) in tre formazioni:
  - Tre bombardieri a lungo raggio H-6N
  - Tre bombardieri H-6K
  - Tre bombardieri H-6K
- Squadriglia per il rifornimento in volo (加受油机梯队S, jiāshòuyóujī tīduìP)
  - Un'aerocisterna HY-6, due caccia da superiorità aerea J-10B
- Squadriglia di aerei imbarcati (舰载机梯队S, jiànzǎijī tīduìP)
  - Cinque caccia multiruolo imbarcati J-15
- Squadriglia di velivoli da caccia (歼击机梯队S, jiānjíjī tīduìP) in tre formazioni:
  - Cinque velivoli J-20 invisibili ai radar
  - Cinque caccia da attacco J-16
  - Cinque caccia multiruolo J-10C
- Squadriglia per l'attacco aereo (陆航突击梯队S, lùhángtújí tīduìP) in cinque formazioni:
  - Modulo di ricognizione e di allerta (侦察警戒模块S, zhēnchá jǐngjiè mókuàiP): cinque elicotteri multiruolo armati Z-9
  - Modulo di assalto a fuoco (火力突击模块S, huǒlì tújī mókuàiP): nove elicotteri d'attacco WZ-10
  - Modulo di assalto delle truppe (兵力突击模块S, bīnglì tújī mókuàiP): tre elicotteri di ricognizione/d'assalto WZ-19, sei elicotteri utility generali Z-20
  - Modulo di atterraggio d'assalto (机降突击模块S, jījiàng tújí mókuàiP): nove elicotteri da trasporto Z-8B
  - Modulo di scorta (护航模块S, hùháng mókuàiP): otto elicotteri d'attacco WZ-19
- Squadriglia di velivoli da addestramento (教练机梯队S, jiàoliànjī tīduìP) in quattro formazioni:
  - Cinque velivoli da addestramento JL-10
  - Cinque velivoli da addestramento JL-9
  - Cinque velivoli da addestramento JL-8
  - Spettacolo di scie di fumo colorato con sette velivoli da addestramento JL-8

#### Corteo civile
In ordine di apparizione:
- Bandiera della Repubblica Popolare Cinese
- Stemma della Repubblica Popolare Cinese, preceduta dalle date 1949 e 2019
- Portatori di bandiere rosse
- Autobus scoperti con i parenti dei padri fondatori della Repubblica Popolare Cinese, insieme ai veterani dell'Esercito popolare di liberazione

#### Musica
La banda militare centrale dell'Esercito popolare di liberazione, capitanata da Zhang Haifeng, era composta da 1.321 musicisti durante le celebrazioni del 70º anniversario della repubblica. Per la prima volta, vennero usati strumenti di natura militaresca come i timpani. Durante la parata vennero eseguiti in totale 28 pezzi musicali come, per esempio, la Marcia del torrente d'acciaio (钢铁洪流进行曲S, gāngtiě hóngliú jìnxíngqǔP), Sfrecciando tra le nuvole (冲上云霄S, chōngshàng yúnxiāoP), Corno del tributo (致敬号角S, zhìjìng hàojiǎoP) eccetera. Dodici di queste composizioni erano pezzi classici famosi, mentre sedici di esse erano nuove introduzioni al repertorio musicale militare. Durante il corteo civile, ai musicisti della banda militare si aggiunsero ulteriori 2.500 voci, tra cui 400 voci bianche dalla troupe artistica televisiva "Station Galaxy", della televisione e radio centrale cinese. Diverse fonti cinesi menzionarono l'evento come il concerto all'aperto più grande della storia.

##### Parata militare

###### Ispezione
1. Marcia di benvenuto (欢迎进行曲S, huānyíng jìnxíngqǔP)
2. Marcia dei volontari (义勇军进行曲S, yìyǒngjūn jìnxíngqǔP, l'inno nazionale cinese)
3. Corno del tributo (致敬号角S, zhìjìng hàojiǎoP)
4. Corno della parata militare (阅兵式号角S, yuèbīngshì hàojiǎoP)
5. L'armata del popolo è leale al partito (人民军队忠于党S, rénmínjūnduì zhōngyú dǎngP)
6. Inno militare dell'Esercito popolare di liberazione (中国人民解放军军歌S, zhōngguó rénmín jiěfàngjūn jūngēP)
7. Marcia di ispezione dell'Esercito popolare di liberazione (检阅进行曲S, jiǎnyuè jìnxíngqǔP)
8. Tre regole per la disciplina, otto punti per l'attenzione (三大纪律八项注意S, sān dà jìlǜ bā xiàng zhùyìP)
9. Il nuovo esercito va avanti (新型陆军向前进S, xīnxíng lùjūn xiàng qián jìnP)
10. La Marina del popolo va avanti (人民海军向前进S, rénmín hǎijūn xiàng qián jìnP)
11. Marcia della forza aerea dell'Esercito popolare di liberazione (中国空军进行曲S, zhōngguó kōngjūn jìnxíngqǔP)
12. Marcia della forza missilistica dell'Esercito popolare di liberazione (火箭军进行曲S, huǒjiàn jūn jìnxíngqǔP)
13. Canzone delle guardie leali (忠诚卫士之歌S, zhōngchéng wèishì zhī gēP)
14. Inno di battaglia di un esercito forte (强军战歌S, qiángjūn zhàngēP)
15. Ispezionaci, per favore (请你检阅S, qǐng nǐ jiǎnyuèP)

###### Marcia
1. Corno divisionale (分列式号角S, fēnlièshì hàojiǎoP)
2. Marcia divisionale (分列式进行曲S, fēnlièshì jìnxíngqǔP)
3. Marcia del torrente d'acciaio (钢铁洪流进行曲S, gāngtiě hóngliú jìnxíngqǔP)
4. Marcia del viaggio blu (蓝色征程进行曲S, lánsè zhēngchéng jìnxíngqǔP)
5. Marcia dell'attacco dell'aquila (雄鹰出击进行曲S, xióngyīng chūjí jìnxíngqǔP)
6. Marcia di una vittoria decisiva (决胜千里进行曲S, juéshèng qiānlǐ jìnxíngqǔP)
7. Marcia del potente vento dell'Est (东风浩荡进行曲S, dōngfēng hàodàng jìnxíngqǔP)
8. Sfrecciando tra le nuvole (冲上云霄S, chōngshàng yúnxiāoP)
9. Momenti gloriosi (辉煌时刻S, huīhuáng shíkèP)
10. La vittoria ci sta chiamando (胜利在召唤S, shènglì zài zhàohuànP)

##### Corteo civile
1. Inno alla bandiera rossa (红旗颂S, hóngqí sòngP)
2. Inno alla madrepatria (歌唱祖国S, gēchàng zǔguóP)
3. Senza il partito comunista, non ci sarebbe la nuova Cina (没有共产党就没有新中国S, méiyǒu gòngchǎndǎng jiù méiyǒu xīnzhōngguóP)
4. L'oriente è rosso (东方红S, dōngfāng hóngP)
5. Il socialismo è buono (社会主义好S, shèhuìzhǔyì hǎoP)

### Banchetto della giornata nazionale
Un sontuoso banchetto di 90 minuti ebbe luogo in piazza Tienanmen alle 20:00 del 1º ottobre 2019. Ad esso presero parte ben 60.000 persone, tra cui i 6.940 individui che avevano partecipato all'organizzazione dell'evento diurno. Xi Jinping, presidente della Commissione militare centrale e segretario del Partito comunista cinese, era l'ospite d'onore di quell'evento, insieme ad altri membri del partito e a diversi leader stranieri.

## Reazioni

### Hong Kong

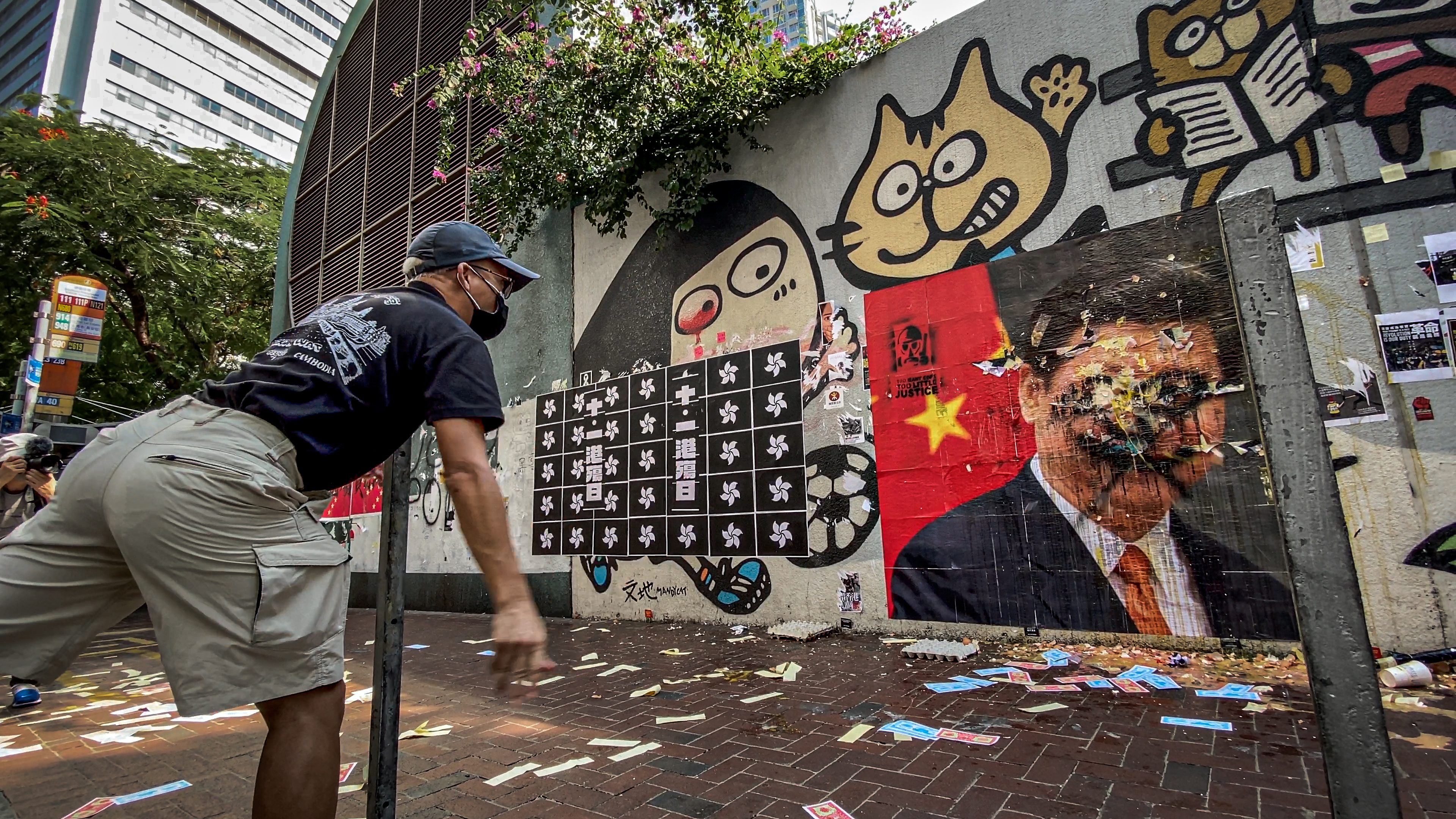
Manifestante di Hong Kong che sfregia un ritratto del segretario generale Xi Jinping lanciandovi contro delle uova

Come reazione alle cerimonie di Pechino, 20.000 manifestanti si aggregarono a Hong Kong durante la giornata nazionale. La protesta fu, inizialmente, pacifica; tuttavia, più tardi, essa degenerò in episodi di estrema violenza. Per la prima volta, la polizia fece fuoco sulla folla: più precisamente, un poliziotto sparò a un giovane che aveva intenzione di colpirlo con una barra di metallo. L'attivista ferito venne portato all'ospedale Princess Margaret, dove le sue condizioni migliorarono nettamente nell'arco di tre giorni.

### Taiwan
Il Partito progressista democratico, al governo dell'isola di Taiwan, criticò il Partito comunista cinese, definendolo una minaccia alla pace mondiale e considerando la parata una giustificazione di una politica estera aggressiva basata sull'espansionismo militare. Ovviamente continuò a respingere la formula ufficiale "una Cina, due sistemi" promossa e incentivata dalla politica della Cina continentale. Tsai Ing-wen, leader del Partito progressista democratico e presidente della Repubblica di Cina, disse ai giornalisti che Taiwan è "un paese libero e democratico, pronto a mostrare il suo supporto nei confronti di qualsiasi altro paese che volesse perseguire libertà e democrazia. In maniera analoga, ogni leader dovrebbe assecondare i desideri di libertà e di democrazia espressi dal popolo e rispettarne il libero arbitrio."
Alcuni membri del Kuomintang, il partito rivale di quello progressista democratico di Tsai Ing-wen, sperarono in un'eventuale accettazione dell'accordo per un'unica Cina del 1992 e, allo stesso tempo, continuarono a disconoscere il movimento di indipendenza taiwanese.

### Altro
- Canada: Il ministro della difesa canadese Harjit Sajjan fu l'ospite d'onore di un evento serale a Vancouver per commemorare l'anniversario della Repubblica Popolare Cinese. Ciò accadde in un'atmosfera di tensione causata dall'arresto di Meng Wanzhou, la direttrice finanziaria di Huawei. Allo stesso tempo, diversi simpatizzanti del governo della Cina continentale attaccarono i manifestanti pro Hong Kong a Ottawa, Vancouver e Richmond, nella Columbia Britannica. Il giornalista Terry Glavin commentò la situazione, notando come ci fosse "una lotta esistenziale per il futuro della democrazia nel mondo [...] combattuta di strada in strada, di mercato in mercato, di piazza in piazza e per le strade di Hong Kong".[38] Il sindaco di Toronto John Tory boicottò l'annuale alzabandiera cinese nella Toronto City Hall, nonostante egli stesso avesse partecipato a tale evento negli anni passati.[39]
- Corea del Nord: Il leader supremo nordcoreano Kim Jong-un si congratulò con la Cina per i 70 anni di relazioni diplomatiche, affermando che "l'amicizia invincibile tra i due paesi perdurerà nella lotta per raggiungere la causa del socialismo".[40] Xi Jinping rispose dicendo che la Cina promuoverà una relazione "duratura, solida e stabile" con la Corea del Nord.[41]
- Pakistan: Il primo ministro pakistano Imran Khan si congratulò con la Repubblica Popolare Cinese in un tweet.[42]
- Russia: L'Unione sovietica fu il primo paese ad aver riconosciuto, il 2 ottobre 1949, la Repubblica Popolare Cinese. Il presidente della Federazione russa Vladimir Putin si congratulò con la Cina per i 70 anni di relazioni diplomatiche. Xi Jinping affermò che le relazioni bilaterali tra i due paesi avevano raggiunto un livello impareggiabile per quanto riguardava la fiducia reciproca, la coordinazione e il valore strategico, e notò come essa avesse contribuito in maniera significativa al mantenimento della pace nel mondo, della stabilità e dello sviluppo.[43]
- Serbia: In Serbia, il film La mia gente, la mia nazione venne proiettato in una sala cinematografica e venne apprezzato sia dai cinesi che dai serbi locali di Belgrado. Alla fine del film, un grande numero di spettatori si alzò in piedi, sventolando bandiere rosse cinesi.[44] Le relazioni bilaterali tra Cina e Serbia erano migliorate nettamente in seguito all'operazione Allied Force perpetrata dalla NATO.[45]
- Stati Uniti: Il presidente americano Donald Trump si congratulò con la Cina in un tweet, il che lo rese bersaglio delle critiche di alcuni membri del Partito repubblicano.[46]
- Tagikistan: Il governo del Tagikistan diede a una compagnia cinese la licenza di estrarre dalle proprie miniere d'argento in onore dei 70 anni compiuti dalla Repubblica Popolare Cinese.[47]
- Turchia: Il sindaco di Istanbul Ekrem İmamoğlu si congratulò con la Repubblica Popolare Cinese per il suo 70º anniversario durante una cerimonia commemorativa organizzata dal consolato generale cinese ad Istanbul.[48]